# 屈枝松萝藓
屈枝松萝藓（学名：Papillaria flexicaulis）为蔓藓科松萝藓属下的一个种。

## 扩展阅读
- 維基物種上的相關：屈枝松萝藓